# Bromato de calcio
El bromato de calcio es un compuesto inorgánico del grupo de las sales, constituido por aniones bromato {\displaystyle {\ce {BrO3-}}} y cationes calcio {\displaystyle {\ce {Ca^{2+}}}}, cuya fórmula química es {\displaystyle {\ce {Ca(BrO3)2}}}.
Se presenta como el monohidrato {\displaystyle {\ce {Ca(BrO3)2*H2O}}} incoloro, que cristaliza en el sistema monoclínico. Pierde el agua de cristalización por debajo del 180 °C y se descompone a temperaturas superiores dando bromuro de calcio {\displaystyle {\ce {CaBr2}}} y oxígeno:
{\displaystyle {\ce {Ca(BrO3)2 ->[\Delta] CaBr2 + 3O2}}}
Su solubilidad en agua es alta y, contrariamente a la mayoría de las sales, disminuye con la temperatura pasando de 230 g en 100 ml de agua a 20 °C a 181,3 g en 100 ml de agua a 80 °C.
Puede obtenerse a partir de la reacción de hidróxido de calcio {\displaystyle {\ce {Ca(OH)2}}} con bromato de sodio {\displaystyle {\ce {NaBrO3}}}, o por reacción del sulfato de calcio {\displaystyle {\ce {CaSO4}}} con el bromato de bario {\displaystyle {\ce {Ba(BrO3)2}}}. Las reacciones son:
{\displaystyle {\ce {Ca(OH)2 + 2 NaBrO3 -> Ca(BrO3)2 + 2NaOH}}}
El bromato de calcio se utiliza como agente madurativo y acondicionador de la masa en las harinas bromadas. Su código alimentario es el E924b.